# Ion Ghica

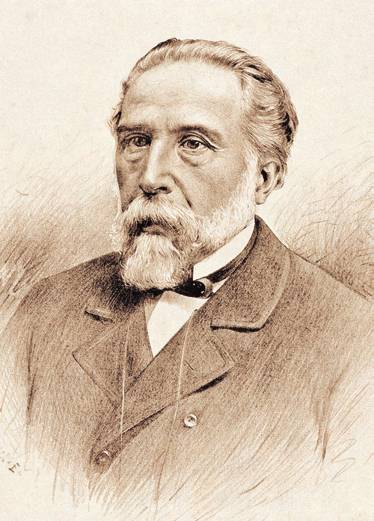
Porträt von Ion Ghica

Ion Ghica (* 12. August 1816 oder 12. August 1817 in Bukarest; † 22. April 1897 in Ghergani) war ein rumänischer Staatsmann, Ökonom und Schriftsteller. Er bekleidete mehrmals das Amt des rumänischen Ministerpräsidenten und hatte hohe Ministerämter inne.

## Leben und Wirken
Ghica entstammte einer alten rumänischen Adelsfamilie, welcher mehrere Fürsten der Moldau und der Walachei sowie hochrangige Politiker angehörten. Er besuchte eine griechische Schule und das rumänische Gymnasium Sfîntu Sava, wo zu jener Zeit auch der in Rumänien berühmte Schriftsteller und Philosoph Ion Heliade-Rădulescu unterrichtete. Zu seinen Mitschülern zählte der spätere  rumänische Historiker Nicolae Bălcescu, der künftige Schriftsteller Grigore Alexandrescu und Alexandru Ioan Cuza, welcher später der erste gemeinsame Fürst der vereinigten Donaufürstentümer werden sollte. 1841 beendete Ion Ghica ein Bergbaustudium in Paris. Während seiner Studienzeit war Ghica Anhänger des Saint-Simonismus und war auch vom Werk des frühsozialistischen Theoretikers Charles Fourier beeinflusst. Später war er jedoch Befürworter des Freihandels und der Industrialisierung. Daraufhin wurde er einige Jahre lang Professor an der „Academia Mihăileană“ in Iași, wo er mit dem späteren Ministerpräsidenten Rumäniens Mihail Kogălniceanu in Kontakt kam. Für jene Zeit wird Ghica eine moderne und (wirtschafts-)liberale Gesinnung zugeschrieben. Er war Mitherausgeber einer liberal-reformerischen Zeitung, welche jedoch von der staatlichen Zensur gegängelt wurde. Aufgrund von Problemen mit den moldauischen Behörden kehrte Ghica 1844 in sein Geburtsland, die Walachei zurück, wo er ebenfalls für fortschrittliche Zeitungen arbeitete. Zudem wurde er in Bukarest Theaterdirektor und übersetzte in dieser Funktion Werke von Molière, Victor Hugo und Victorien Sardou.
In der Walachei wurde er Mitglied liberaler und nationalrevolutionärer Organisationen, welche konspirativ die Absetzung der pro-russischen und konservativen Regierung des Fürsten Gheorghe Dimitrie Bibescu plante und sich für die Vereinigung der Donaufürstentümer einsetzte. 1847 wurde ihm von staatlicher Seite eine versuchte Parlamentskandidatur im Wahlkreis Dîmboviţa verwehrt.
Ghica spielte eine Rolle bei der Revolution von 1848 in der Walachei. Zusammen mit Nicolae Bălcescu und anderen gründete er ein „Walachisches Revolutionskomitee“, welches eine Rebellion für Juni 1848 plante. Der Schriftsteller Ion Heliade-Rădulescu verfasste ein entsprechendes politisches Programm, welches eine liberale Verfassung, die Emanzipation der Bauernschaft sowie die nationale Unabhängigkeit beinhaltete. Ghica wurde im Mai nach Konstantinopel gesandt, wo er zusammen mit dem dortigen französischen Botschafter die osmanische Regierung von der Absetzung Bibescus überzeugen sollte. Nach dem Scheitern der Revolution emigrierte Ghica im September 1848 ins Exil nach Paris. Bis zuletzt war er Befürworter eines kompromisslosen militärischen Widerstandes gegen die Niederschlagung gewesen.
In den 1850er Jahren amtierte Ghica für die osmanische Besatzungsmacht als Gouverneur der griechischen Insel Samos. Hier tat er sich als Reformer und Bekämpfer der Ägäispiraterie hervor, weshalb er vom Sultan zum Fürsten von Samos ernannt wurde. Sein Ziel der Vereinigung der Donaufürstentümer behielt er jedoch bei und setzte sich dafür bei der Hohen Pforte ein. So spielte er auch eine Rolle bei der Anerkennung der 1859 erfolgten Union und der Doppelwahl Ioan Cuzas, wobei die türkische Suzeränität beibehalten wurde. Ab 1858 lebte er wieder in Rumänien und wurde in der Folge mehrmals Ministerpräsident des neuen, teilautonomen Staates. Er hatte dieses Amt 1859/60, 1866, 1866/67 sowie 1870/71 inne, wobei die unregelmäßigen Amtszeiten nicht ungewöhnlich waren. Ghica war außerdem zeitweise Innen- und später Außenminister. 1865 war er Teil der Konstellation, welche Fürst Cuza als ersten gesamtrumänischen Herrscher des Amtes enthob. Dieses Manöver, in welchem sich widerstreitende politische Kräfte gegen den Fürsten verbündeten, ist auch unter dem Namen „Monströse Koalition“ bekannt. 1866 setze sich Ghica für die osmanische Anerkennung der Regentschaft Prinz Karls von Hohenzollern-Sigmaringen ein, welcher später auch der erste König des vollständig unabhängigen Rumäniens werden sollte. Nach der endgültigen Unabhängigkeit vom Osmanischen Reich in Folge der Berliner Verträge wurde Ghica ab 1881 knapp zehn Jahre lang rumänischer Botschafter in London.